# Historia de Asia Oriental

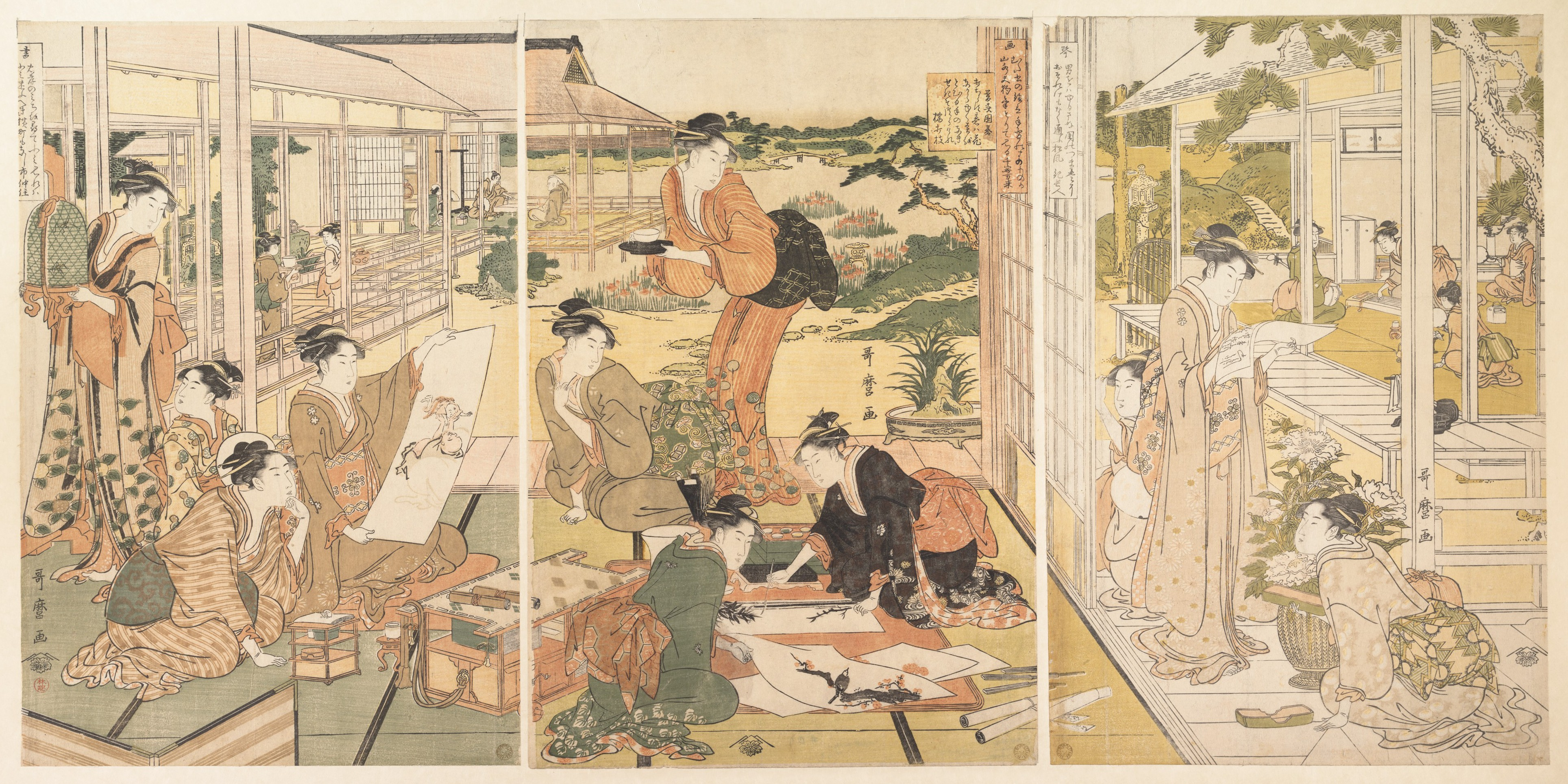
Los Cuatro Logros Elegantes (kin, ki, sho, ga) del artista japonés Utamaro representan las Cuatro artes tradicionales de Asia Oriental. De izquierda a derecha, las artes representadas incluyen el juego Go, pintura, caligrafía y el instrumento de cuerda Guqin. Realizado en 1788.

La Historia de Asia Oriental abarca las historias de China, Japón, Corea, Mongolia y Taiwán desde la prehistoria hasta el presente. Algunos estudiosos incluyen a Vietnam como parte de Asia Oriental, ya que ha sido considerado parte de la mayor sinoesfera  de influencia china.
La región de Asia oriental no es uniforme y cada uno de sus países tiene una historia nacional diferente, pero los estudiosos sostienen que la región también se caracteriza por un patrón distinto de desarrollo histórico, lo que se pone de manifiesto en la interrelación entre los países de Asia Oriental, que no únicamente implica la suma total de los patrones históricos, sino también un conjunto específico que ha afectado a toda o la mayor parte de Asia Oriental en capas sucesivas.
En China se desarrolló otra de las civilizaciones tempranas y ha mantenido la hegemonía en la región. En su expansión, extendió su cultura en las estepas (sobre todo a través de la Ruta de la Seda), los países del sur y Japón. Este último constituye otro de los polos de poder de la zona, sobre todo a partir del siglo XX por el auge tecnológico y económico que experimentó.

## Antecedentes
El estudio de la historia de Asia oriental como un estudio de área es parte del surgimiento de los estudios de Asia Oriental como un campo académico en las naciones occidentales. La enseñanza y el estudio de la historia de Asia Oriental comenzaron en occidente a fines del siglo XIX. En Estados Unidos, los estadounidenses de origen asiático en la época de la guerra de Vietnam creían que la mayoría de los cursos de historia eran eurocéntricos y abogaban por un currículo basado en Asia. En la actualidad, la historia de Asia Oriental sigue siendo una de las principales áreas de los estudios asiáticos. Los historiadores nacionalistas de la región tienden a enfatizar la singularidad de la tradición, la cultura y la historia de sus respectivos países porque les ayuda a legitimar su reivindicación sobre los territorios y a minimizar las disputas internas. También existe el caso de los autores individuales influenciados por diferentes conceptos de la sociedad y el desarrollo, que conducen a relatos conflictivos. Esto, entre otros factores, llevó a algunos estudiosos a enfatizar la necesidad de marcos regionales e históricos más amplios. Se han planteado problemas a la hora de definir los parámetros exactos de la historia de Asia Oriental, que como estudio académico se ha centrado en las interacciones de Asia Oriental con otras regiones del mundo.
Estas regiones, o las civilizaciones de China, Japón y Corea, estaban bajo el dominio de muchas dinastías o sistemas de gobierno y sus fronteras cambiaron debido a guerras entre dinastías en una misma región o guerras entre regiones. En la prehistoria, el Homo Erectus vivió en Asia Oriental y Sudoriental desde hace 1,8 millones hasta 40.000 años.
Muchos sistemas de creencias o religiones que han evolucionado y se han extendido en Asia Oriental incluyen el confucianismo, el budismo y el taoísmo. China estaba bajo el dominio de las dinastías Xia (historicidad en disputa), Shang y Zhou, seguidas por las dinastías Qin y Han. Durante el período prehistórico, estas tres regiones tenían su propio estilo de política, cultura y oficios interregionales, que se veían relativamente menos afectados por el mundo exterior.
La civilización registrada data de aproximadamente el año 2000 a. C. en la dinastía Shang de China, a lo largo del valle del Río Amarillo. La civilización se expandió gradualmente a otras áreas de Asia Oriental. En Corea, Gojoseon se convirtió en el primer estado organizado aproximadamente alrededor del año 195 a. C. Japón surgió como un estado unitario con la creación de su primera constitución en el año 604. La introducción del budismo y la Ruta de la Seda fueron fundamentales en la construcción de la cultura y la economía de Asia Oriental.
Las dinastías chinas como los Sui, Tang y Song interactuaron e influyeron en el carácter de los primeros tiempos de Corea y Japón. A comienzos del primer milenio, China era la civilización más avanzada de Eurasia en ese momento y fue responsable de las Cuatro grandes invenciones. La historia económica de China antes de 1912 fue probablemente la mayor del mundo también. Corea y Japón se habían fusionado plenamente como estados centralizados en los regímenes de Koryo y el periodo Heian.
El repentino ascenso del imperio nómada mongol trastornó el este de Asia y, bajo el liderazgo de líderes como Genghis Khan, Subutai y Kublai Khan, la mayor parte del este de Asia quedó bajo el dominio de un solo estado. Toda China y Corea fueron anexionadas bajo la dinastía Mongol Yuan. Los mongoles también intentaron y fracasaron en conquistar Japón en invasiones marítimas. La era mongola en el Asia Oriental duró poco debido a los desastres naturales y a la mala gestión administrativa. Tras el colapso de la dinastía Yuan, nuevos regímenes como la dinastía Ming de China y la dinastía Joseon de Corea adoptaron el neoconfucianismo  como la ideología oficial del estado. Japón en este momento cayó en una guerra civil feudal conocida como el período Sengoku que persistió durante más de un siglo y medio. A principios del siglo XVI, comerciantes y misioneros europeos viajaron por mar por primera vez al este de Asia. Los portugueses establecieron una colonia en Macao, China e intentaron cristianizar Japón.  En los últimos años del período Sengoku, Japón intentó crear un imperio más grande invadiendo a Corea  aunque fue derrotado por las fuerzas combinadas de Corea y China a fines del siglo XVI.
A partir del siglo XVII, las naciones de Asia Oriental como China, Corea y Japón optaron por una política de aislacionismo en respuesta al contacto con Europa. Los siglos XVII y XVIII se caracterizaron por un gran crecimiento económico y cultural. La dinastía Qing de China dominó la región, pero el período Edo de Japón se mantuvo completamente independiente. En ese momento, las limitadas interacciones con los comerciantes e intelectuales europeos condujeron al surgimiento de la Compañía Británica de las Indias Orientales y al comienzo de los Rangaku de Japón. Sin embargo, en el siglo XIX se produjo el surgimiento del imperialismo europeo directo en la región. La dinastía Qing fue incapaz de defenderse de varias expediciones coloniales de Gran Bretaña, Francia y Rusia durante las guerras del Opio. Mientras tanto, Japón eligió el camino de la occidentalización bajo el período Meiji e intentó modernizarse siguiendo los modelos políticos y económicos de Europa Occidental y los Estados Unidos. El creciente imperio del Japón anexionó por la fuerza a Corea en 1910. Después de años de guerra civil y decadencia, el último emperador de China, Puyi, abdicó en 1912, poniendo fin a la historia imperial de China, que había persistido durante más de dos milenios desde las dinastías Qin hasta la Qing.
En la niebla de los intentos de la República de China de construir un Estado moderno, el expansionismo japonés siguió adelante en la primera mitad del siglo XX, culminando en la brutal segunda guerra sino-japonesa, en la que murieron más de veinte millones de personas durante la invasión de China por parte de Japón. Las guerras de Japón en Asia se convirtieron en parte de la Segunda Guerra Mundial después del ataque a Pearl Harbor base naval de los Estados Unidos por parte de la Armada Imperial Japonesa. La derrota de Japón en Asia por la mano de los aliados contribuyó a la creación de un nuevo orden mundial bajo la influencia estadounidense y soviética en todo el mundo. Después, Asia Oriental quedó atrapada en la encrucijada de la Guerra Fría. La República Popular China cayó inicialmente bajo la esfera del  campo soviético, pero Japón, bajo la ocupación estadounidense, estaba sólidamente vinculado a las naciones occidentales. La recuperación de Japón se conoció como el milagro económico japonés. La competencia soviética y occidental condujo a la guerra de Corea, que creó dos estados separados que existen en la actualidad. 
El fin de la Guerra Fría y el auge de la globalización llevaron a Corea del Sur y a la República Popular China a la economía mundial. Desde 1980, las economías y los niveles de vida de Corea del Sur y China han aumentado en gran medida. En la época contemporánea, Asia Oriental es una región central del mundo con una gran influencia en los acontecimientos mundiales. En 2010, su población representaba aproximadamente el 24% de la población mundial.

## Prehistoria
Se cree que el Homo erectus vivió en el este y el sudeste asiático desde hace 1,8 millones hasta 40,000 años.
Específicamente en China, se encontraron fósiles que representan a 40 individuos Homo erectus, conocidos como el Hombre de Pekín, cerca de Beijing  en Zhoukoudian, que datan de hace unos 400,000 años. Se creía que la especie había vivido durante al menos varios cientos de miles de años en China, y posiblemente hasta hace 200,000 años en Indonesia. Es posible que hayan sido los primeros en usar fuego y cocinar alimentos  El Homo sapiens emigró al interior de Asia, probablemente siguiendo rebaños de bisontes y mamuts y llegó al sur de Siberia hace aproximadamente 43,000 años y algunas personas se mudaron al sur o al este desde allí. Los sitios más antiguos de la cultura neolítica incluyen la cultura Nanzhuangtou entre 9500 y 9000 a. C., la cultura Pengtoushan alrededor de 7500 a. C. a 6100 a. C., la cultura Peiligang alrededor de 7000 a. C. a 5000 a. C. Las primeras aldeas de China aparecieron en el paisaje en este momento.
En Corea, el periodo de la cerámica Chulmun a veces se denomina "neolítico coreano", pero como la agricultura intensiva y la evidencia del estilo de vida "neolítico" de estilo europeo son, en el mejor de los casos, escasos, dicha terminología es engañosa. El Chulmun fue un período de caza, recolección y cultivo en pequeña escala de plantas. Los arqueólogos a veces se refieren a este patrón de estilo de vida como caza-recolección de amplio espectro.
El período Jōmon ocurrió en Japón desde aproximadamente del 14,000 hasta 300 a. C., con algunas características de la cultura neolítica y mesolítica.

## Antigua Asia Oriental

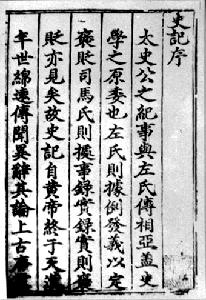
Primera página del manuscrito de Shiji.

### Antiguas dinastías chinas

Mapa de los Tres Reinos de Corea c. 375 d. C.

La dinastía Xia de China (de c. 2100 - 1600 a. C.) es la primera dinastía que se describe en antiguos registros históricos como las Shi Ji /Memorias históricas de Sima Qian también traducido como Recuerdos del gran historiador, y los Anales de Bambú.
Después estaba la dinastía Shang, que gobernaba en el valle del Río Amarillo. El relato clásico de esta dinastía proviene de textos como el Clásico de historia, los Anales de Bambú y los Recuerdos del gran historiador. Según la cronología tradicional, los Shang gobernaron de 1766 a. C. a 1122 a. C., pero según la cronología basada en el "texto actual" de los Anales de Bambú, gobernaron de 1556 a. C. a 1046 a. C.
La dinastía Zhou de c. 1046-256 a. C. duró más que cualquier otra dinastía en la historia china. Sin embargo, el control político y militar de China por parte de la dinastía, apellidada Ji (chino: 姬), duró sólo hasta el año 771 a. C., un período conocido como el Zhou Occidental. Este período de la historia china produjo lo que muchos consideran el cenit de la fabricación de bronce chino. La dinastía también abarca el período en el que el modelo o patrón escrito evolucionó a su forma moderna con el uso de un guion clerical arcaico que surgió durante el último Período de los Reinos Combatientes.

### Nómadas de Mongolia
Los territorios de Mongolia y Mongolia Interior en la Antigüedad eran nómadas, las culturas y lenguas son modernas. Los territorios de Mongolia eran fluidos y cambiaban con frecuencia. El uso de los caballos para el pastoreo y el traslado comenzó durante la Edad de Hierro.  El noroeste de Mongolia era turco, mientras que el suroeste estaba bajo la influencia de indoeuropea (tocaria] y escita). En la antigüedad, las partes orientales tanto del Interior como del Exterior de Mongolia estaban habitadas por pueblos mongólicos descendientes del pueblo donghu y de muchas otras tribus tengrianistas, reinos de pastoreo ecuestre que tenían estrecho contacto con los chinos agrarios. Como confederación nómada compuesta por varios clanes, los donghu prosperaron en el siglo IV a. C., obligando a las tribus circundantes a rendir homenaje y hostigando constantemente al estado Zhao de China —325 a. C., durante los primeros años del reinado de Wuling—. Para apaciguar a los nómadas, los gobernantes chinos a menudo daban rehenes importantes y arreglaban matrimonios. En el 208 a. C., el emperador xiongnu Modun , en su primera campaña militar importante, derrotó a los donghu, que se dividieron en las nuevas tribus xianbei y wuhuan. Los xiongnu fueron los mayores enemigos nómadas de los combates de la dinastía Han en guerras que duraron más de tres siglos antes de disolverse. Luego, los xianbei volvieron a gobernar la estepa al norte de la Gran Muralla China. 

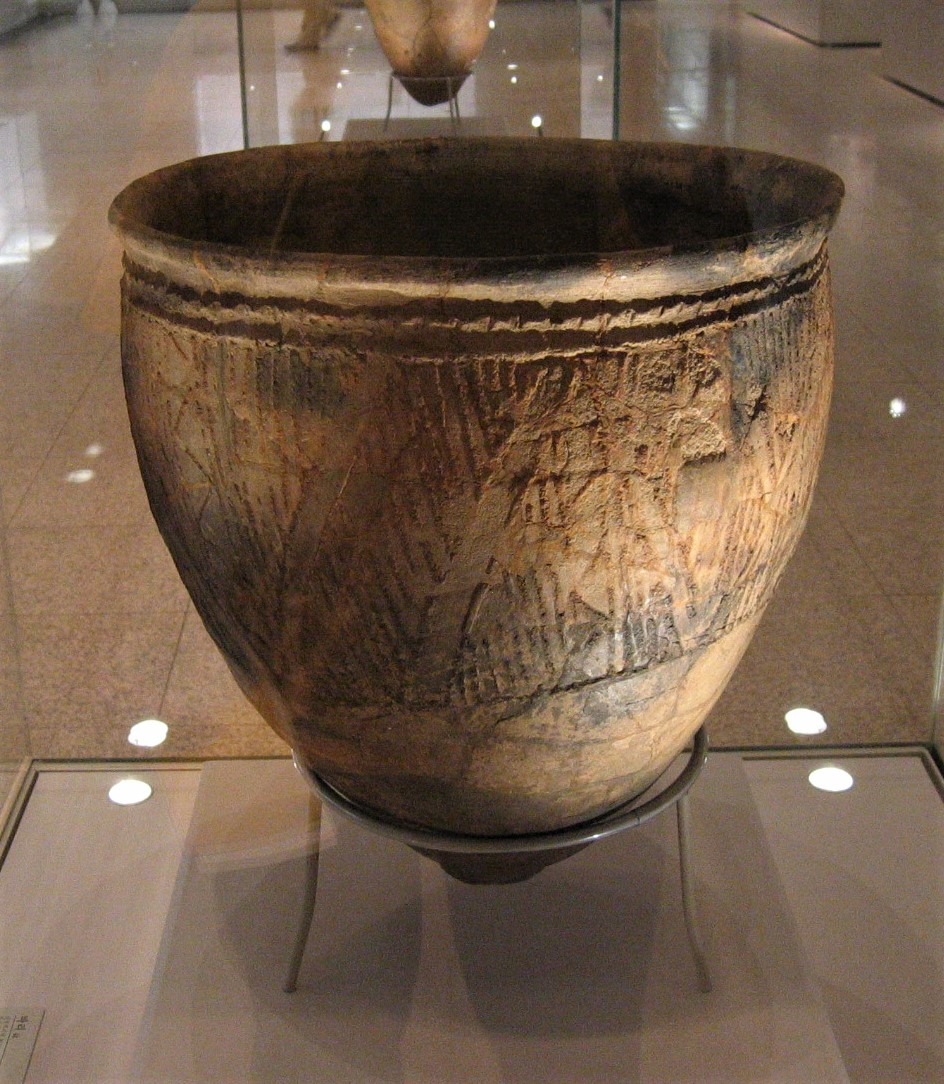
Vasija clásica de Chulmun con boca ancha, c. 3500 a. C. Museo Nacional de Corea

### Corea
La península de Corea se dividió en tres reinos, Goguryeo, Baekje y Silla en el año 58 a. C. Aunque compartían un idioma y una cultura similares, estos tres reinos luchaban constantemente entre sí por el control de la península. Además, Goguryeo había estado involucrado en guerras constantes con los chinos. Esto incluyó la Guerra Goguryeo-Sui, donde el reino de Goguryeo logró repeler a las fuerzas invasoras de la dinastía Sui.
A medida que el Reino de Silla conquistaba ciudades-estado cercanas, accedieron al Mar Amarillo, haciendo posible el contacto directo con la dinastía Tang. La dinastía Tang se asoció con Silla y formó una estrategia para invadir Goguryeo. Como Goguryeo había sido capaz de repeler anteriores invasiones chinas desde el norte, quizás caería si fuera atacado por Silla desde el sur al mismo tiempo. Sin embargo, para ello, la alianza Tang-Silla tuvo que eliminar al aliado nominal de Goguryeo, Baekje, y asegurar una base de operaciones en el sur de Corea para un segundo frente. En el 660, las tropas de coalición de Silla y Tang de China atacaron Baekje, lo que resultó con la anexión de Baekje por Silla. Juntos, Silla y Tang eliminaron efectivamente a Baekje cuando capturaron la capital de Sabi, así como al último rey de Baekje, Uija, y a la mayor parte de la familia real. Sin embargo, en el período Yamato, Japón y Baekje habían sido aliados muy cercanos desde hacía mucho tiempo. En el año 663, las fuerzas de restauración de Baekje y una flota naval japonesa se reunieron en el sur de Baekje para enfrentarse a las fuerzas de Silla en la batalla de Baekgang. La dinastía Tang también envió 7.000 soldados y 170 barcos. Después de cinco enfrentamientos navales que tuvieron lugar en agosto de 663 en Baekgang, considerado el tramo inferior del río Geum, las fuerzas de Silla-Tang salieron victoriosas.
Las fuerzas de Silla-Tang dirigieron su atención a Goguryeo. Aunque Goguryeo había repelido a la dinastía Sui un siglo antes, los ataques de la dinastía Tang desde el oeste resultaron demasiado fuertes. La alianza Silla-Tang salió victoriosa en la guerra Goguryeo-Tang. Silla unificó así la mayor parte de la península de Corea en el 668. La dependencia del reino de la dinastía Tang de China tenía su precio. Silla tuvo que resistir por la fuerza la imposición del dominio chino sobre toda la península, luchando durante casi una década para expulsar a las fuerzas chinas, y finalmente establecer un reino unificado tan al norte como el moderno Pionyang. La unificación de Silla de Corea duró poco. La región norte del desaparecido estado de Goguryeo resurgió más tarde como Balhae, debido al liderazgo del exgeneral de Goguryeo Dae Jo-yeong (reinado de 699 a 719).

### Primeros años de Japón

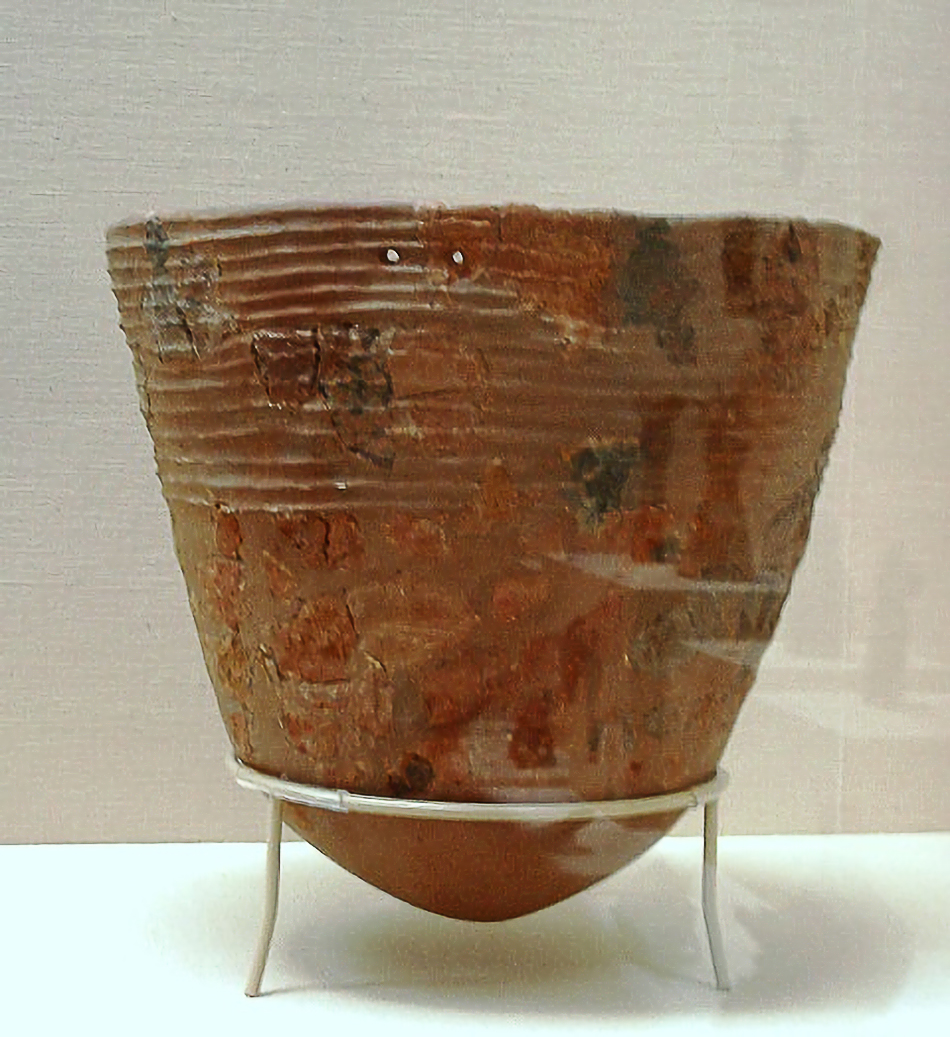
Vasija del período Jōmon Incipiente (10 000-8000 a. C.), la vasija más antigua del mundo, Museo Nacional de Tokio.

Japón fue habitado hace más de 30.000 años, cuando lenguas de tierra conectaban Japón a Corea y China hacia el sur y Siberia hacia el norte. Con el aumento del nivel del mar, las cuatro islas principales tomaron forma hace unos 20,000 años, y las tierras que conectan el Japón de hoy con Asia continental desaparecieron completamente hace 15,000 ~ 10,000 años. A partir de entonces, algunas migraciones continuaron a través de la península de Corea, que serviría como la avenida principal de Japón para el intercambio cultural con el Asia continental hasta el período medieval. La mitología del antiguo Japón está contenida en el Kojiki,(Registros de asuntos antiguos) que describe el mito de la creación de Japón y su linaje de emperadores a la diosa del sol Amaterasu.
La cerámica antigua ha sido descubierta en Japón, particularmente en Kyushu, que apunta a dos períodos principales: el Jōmon (c. 7,500-250 a. C., 縄 文 時代Jōmon Jidai ) y el Yayoi  (c. 300 a. C. - 250 d. C., 時代Yayoi Jidai). Jōmon se puede traducir como «marcas de cordón» o «cuerda marcada» y se refiere al modelo de diseño en la cerámica de la época; este estilo era más recargado que el tipo Yayoi posterior, que se ha encontrado en sitios más extendidos —por ejemplo, alrededor de Tokio— y parece que se desarrolló con fines más prácticos.

### Nacimiento del confucianismo y el taoísmo
El confucianismo y el taoísmo se originaron en el Período de Primaveras y Otoños (722–481 a. C.), y que surgió de las figuras históricas de Confucio y Laozi. Han funcionado con sistemas de creencias que compiten entre sí y que son complementarios. El confucianismo enfatiza el orden social y la piedad filial mientras que el taoísmo enfatiza la fuerza universal del Tao y el bienestar espiritual.
El confucianismo es un sistema ético y filosófico que se desarrolló durante el Período de Primaveras y Otoños. Más tarde desarrolló los elementos metafísicos y la cosmológicos en la dinastía Han. Tras el abandono oficial del  legalismo en China después de la dinastía Qin, el confucianismo se convirtió en la ideología oficial del estado de los Han. No obstante, desde el período Han en adelante, la mayoría de los emperadores chinos han usado una mezcla de legalismo y confucianismo como su doctrina dominante. La desintegración de los Han en el siglo II abrió el camino a las doctrinas soteriológicas del budismo y el taoísmo para dominar la vida intelectual en ese momento.
Un renacimiento confuciano comenzó durante la dinastía Tang (618–907). A finales de los Tang, el confucianismo desarrolló aspectos sobre el modelo del budismo y el taoísmo que gradualmente evolucionaron hacia lo que ahora se conoce como neoconfucianismo. Esta forma revitalizada fue adoptada como la base del sistema de examen imperial chino y la filosofía central de la clase oficial erudita en la dinastía Song. La abolición del sistema de exámenes en 1905 marcó el fin del confucianismo oficial. Los intelectuales del movimiento de la Nueva Cultura de principios del siglo XX culparon al confucianismo por las debilidades de China. Buscaron nuevas doctrinas para reemplazar el confucianismo, algunas de estas nuevas ideologías se incluyen los Tres principios del pueblo, que tal como lo desarrolló Sun Yat-sen  son los principios de la democracia, del nacionalismo y la justicia social, el legado de esta filosofía se implementa en la organización gubernamental de la República de China, y luego el maoísmo  bajo la República Popular de China. A finales del siglo XX, la ética del trabajo confuciana se ha acreditado con el auge de la economía del este asiático.
El taoísmo como movimiento se origina en la figura semi mística de Laozi, quien supuestamente vivió durante los siglos VI-V a. C. Sus enseñanzas giraban en torno a la serenidad personal, el equilibrio en el universo y la fuente de vida del Tao. Una de las primeras formas organizadas de taoísmo, la escuela Tiansi Dao, se desarrolló a partir del movimiento del Camino de las cinco medidas de arroz, a fines del siglo II EC; este último fue fundado por Zhang Daoling, quien afirmó que Laozi se le apareció en el año 142. La escuela Tianshi fue oficialmente reconocida por el gobernante Cao Cao en el 215, a cambio de legitimar el ascenso al poder de Cao Cao. Laozi recibió el reconocimiento imperial como divinidad a mediados del siglo II a. C.
El taoísmo, en la forma de la escuela Shangqing, obtuvo nuevamente el estatus oficial en China durante la dinastía Tang (618–907), cuyos emperadores reclamaron a Laozi como su pariente. El movimiento Shangqing, sin embargo, se había desarrollado mucho antes, en el siglo IV, sobre la base de una serie de revelaciones de dioses y espíritus a cierto Yang Xi en los años entre 364 y 370.

### Dinastías Qin y Han
En el año 221 a. C., el estado de Qin logró conquistar los otros seis estados, creando la primera dinastía imperial de China. Tras la muerte del  "Primer emperador" Qin Shi Huang, la dinastía Qin se derrumbó y el control fue asumido por la dinastía Han en el 206 a. C. En 220 d. C., El imperio Han sucumbió en el 220 en los Tres Reinos. La serie de rutas comerciales conocidas como la Ruta de la Seda comenzó durante la dinastía Han.

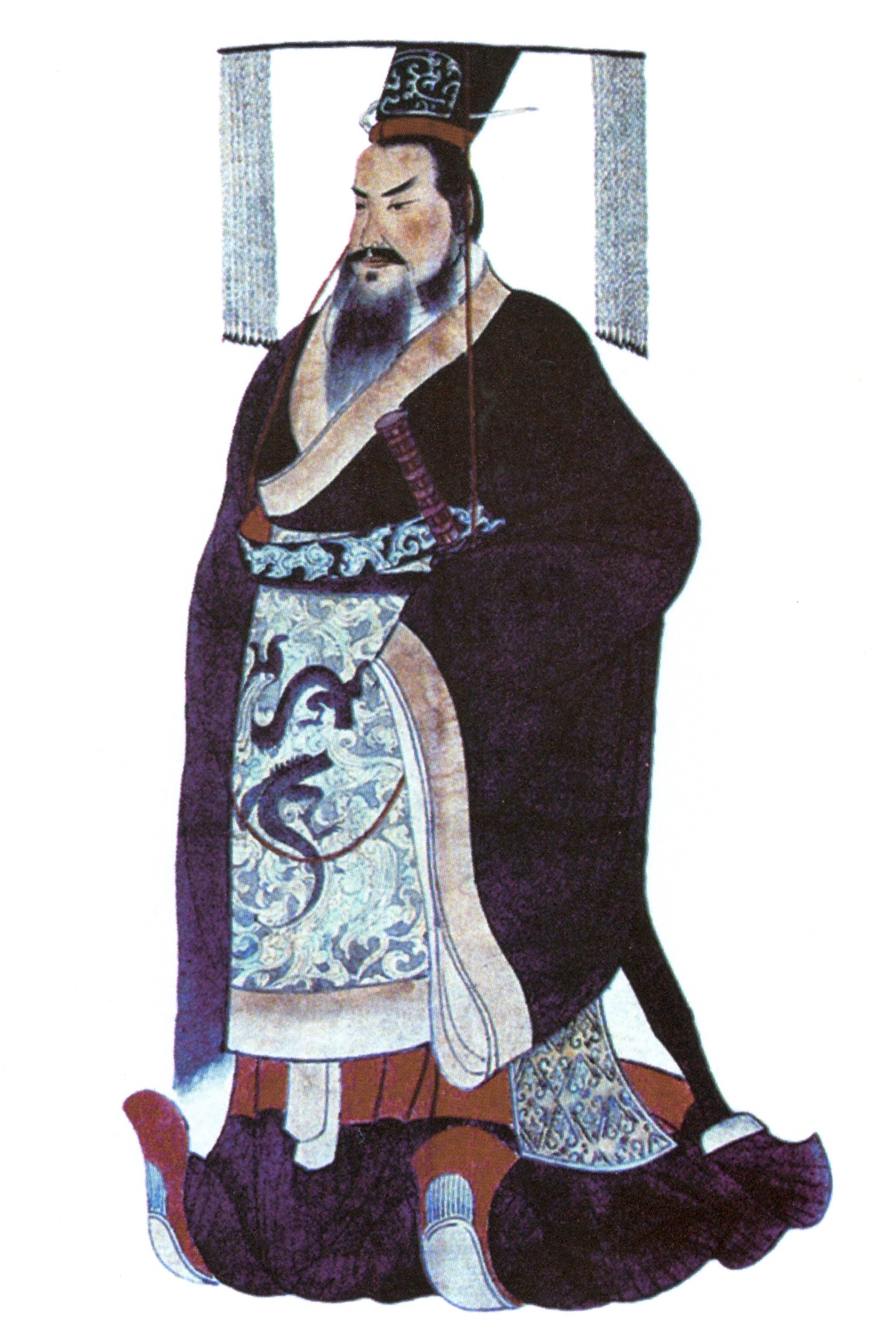
El emperador Qin Shi Huang de la dinastía Qin envió fuerzas militares contra el Baiyue en 214 a. C.

Qin Shi Huang gobernó la China unificada directamente con el poder absoluto. En contraste con el gobierno descentralizado y feudal de las dinastías anteriores, los Qin establecieron una serie de comanderías en todo el país que respondían directamente al emperador. En todo el país se utilizó la filosofía política del  legalismo como medio del arte de gobernar y se prohibieron o controlaron los escritos que promovían ideas rivales como el confucianismo. En su reinado China creó la primera Gran Muralla China continua con el uso de trabajos forzados y se lanzaron invasiones hacia el sur para anexar Vietnam. Finalmente, los rebeldes se levantaron contra el brutal reinado de Qin y lucharon en guerras civiles por el control de China. Finalmente, la dinastía Han surgió y gobernó China durante más de cuatro siglos en lo que representó un largo período de prosperidad, con una breve interrupción por parte de la dinastía Xin(años 9-23). La dinastía Han luchó durante siglos en constantes guerras con el pueblo nómada xiongnu antes de disolver finalmente la tribu. También jugó un gran papel en el desarrollo de la Ruta de la Seda, que transferiría riqueza e ideas a través de Eurasia durante milenios, y también inventó el papel. Aunque los Han disfrutaron de un gran éxito militar y económico, se vio forzado por el ascenso de aristócratas que desobedecieron al gobierno central. La frustración pública provocó la rebelión de los Turbantes Amarillos (184-205), y aunque fue un fracaso aceleró la caída del imperio. Después del año 208 la dinastía Han se dividió en tres reinos rivales: Wei, Wu y Shu. China permanecerió dividida hasta el 581 bajo la dinastía Sui, durante la era de la división, el budismo sería introducido en China por primera vez.

### Era de la división

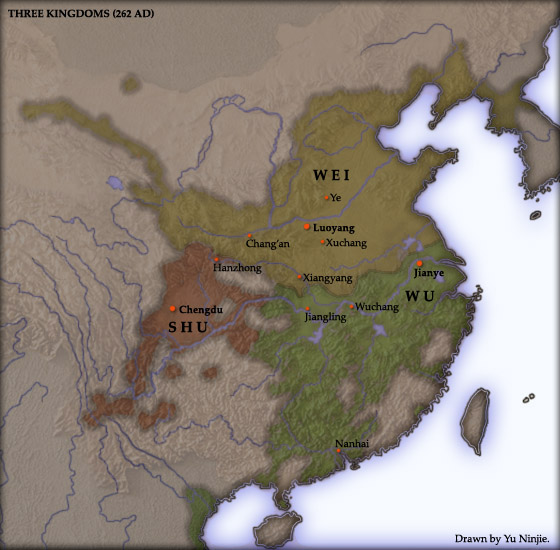
Los Tres reinos en vísperas de la conquista de Shu por Wei.

El período de los Tres Reinos consistió en el reino de Wei, Wu y Shu. Comenzó cuando el gobernante de Wei, Cao Cao, fue derrotado por Liu Bei y  Sun Quan en la Batalla de los Acantilados Rojos. Después de la muerte de Cao Cao en el año 220 d. C., su hijo Cao Pi se convirtió en emperador de Wei. Liu Bei y Sun Quan se declararon emperadores de Shu y Wu respectivamente. Muchos personajes famosos en la historia china nacieron durante este período, entre ellos Hua Tuo y el gran estratega militar Zhuge Liang. El budismo, que se introdujo durante la dinastía Han, también se hizo popular en este período. Dos años después de que Wei conquistara Shu en el año 263, Sima Yan, canciller imperial de Wei, derrocó al último gobernante del reino de Wei y se convirtió en el primer emperador de la dinastía Jin occidental con el nombre de Emperador Wu de Jin.  La conquista del reino de Wu por la dinastía Jin occidental terminó el período de los Tres Reinos, y China se unificó nuevamente. Sin embargo, los Jin occidental no duraron mucho. Tras la muerte de Sima Yan, comenzó la Guerra de los Ocho Príncipes. Esta guerra debilitó a la dinastía Jin y pronto cayó en el reino de Han Zhao. Esto marcó el comienzo de los Dieciséis Reinos.

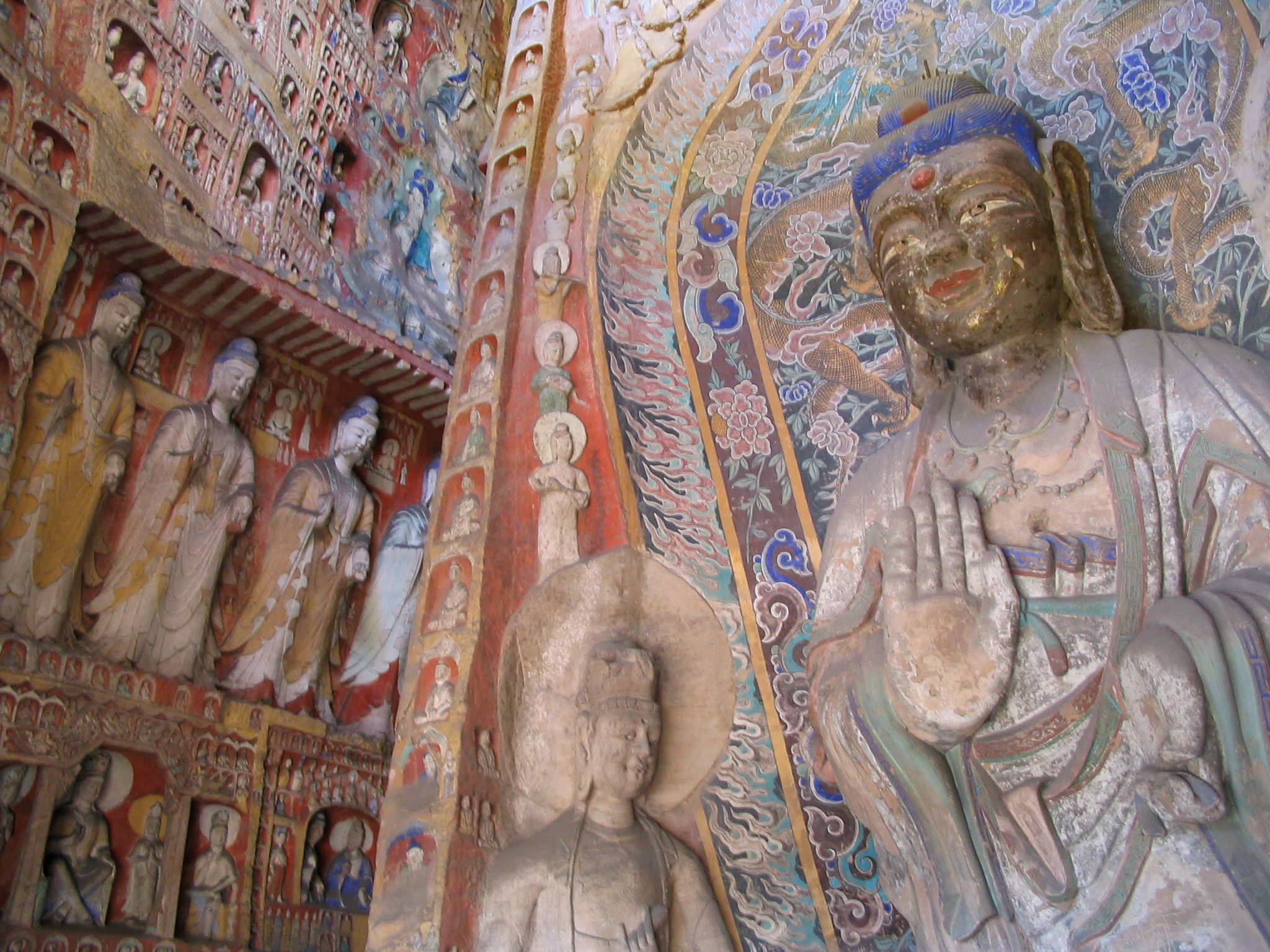
Una vista interior con divinidades budistas de las Grutas de Yungang.

El Wei del Norte fue establecido por el clan Tuoba del linaje de los Xianbei  en el año 386, cuando se unieron a la parte norte de China. Durante el Wei del Norte, el budismo floreció y se convirtió en una herramienta importante para los emperadores del Wei del Norte, ya que se creía que eran encarnaciones vivientes de Buda, sufragando un gran gasto en tumbas organizadas con motivos budistas, que recreaban historias o episodios fundamentales del budismo, así como creándose espectaculares habitáculos organizados para la inclusión de figuras divinizadas por el budismo, siendo quizás el máximo exponente de esta corriente, las famosas Grutas de Yungang. Pronto, la dinastía Wei del Norte se dividió en la Wei Oriental y la Wei Occidental. Estas fueron seguidas por la Zhou del Norte y la Qi del Norte En el sur, las dinastías eran mucho menos estables que las dinastías del norte. Las cuatro dinastías fueron debilitadas por los conflictos entre las familias gobernantes. 

### Ascenso del budismo

Expansión del budismo desde el norte de la India al resto de Asia.

El budismo, también una de las principales religiones de Asia Oriental, fue introducido en China durante la dinastía Han desde Nepal en el siglo I a. C. El budismo fue introducido originalmente en Corea desde China en el año 372, y finalmente llegó a Japón a finales del siglo VI.
Durante mucho tiempo, el budismo siguió siendo una religión extranjera con unos pocos creyentes en China. Durante la dinastía Tang, los sacerdotes chinos hicieron una buena cantidad de traducciones del sánscrito al chino, y el budismo se convirtió en una de las principales religiones de los chinos junto con las otras dos religiones indígenas. En Corea, no se consideraba que el budismo entrara en conflicto con los ritos del culto a la naturaleza; se le permitió mezclarse con el chamanismo. Así, las montañas que se creía que eran la residencia de los espíritus en tiempos pre-budistas se convirtieron en los sitios de los templos budistas. Aunque el budismo inicialmente gozó de amplia aceptación, incluso siendo apoyado como la ideología del estado durante los períodos Goguryeo, Silla, Baekje, Balhae y Goryeo. El budismo en Corea sufrió una extrema represión durante la dinastía Joseon.
En Japón, el budismo y el sintoísmo se combinaron usando la teoría teológica "Ryōbushintō", que dice que las deidades sintoístas son avatares de varias entidades budistas, incluidas los budas y los bodhisattvas. Esto se convirtió en la noción principal de la religión japonesa. De hecho, hasta que el gobierno de Meiji declaró su separación a mediados del siglo XIX, muchos japoneses creían que el budismo y el sintoísmo eran una religión.
En Mongolia, el budismo floreció dos veces; primero en el Imperio mongol (siglos XIII-XIV) y finalmente en la dinastía Manchú Qing (siglos XVI-XIX) del Tíbet en los  últimos 2000 años. Fue mezclado con el tengrianismo  y el chamanismo.

### Dinastía Sui
En el año 581, Yang Jian derrocó al norte de Zhou y estableció la dinastía Sui. Más tarde, conquistó la dinastía Chen y unió a China. Sin embargo, esta dinastía fue de corta duración. El sucesor de Yang Jian, Sui Yangdi, expandió el Gran Canal de China y lanzó cuatro guerras desastrosas contra Goguryeo. Estos proyectos agotaron los recursos y la fuerza laboral de los Sui. En el año 618, Sui Yangdi fue asesinado, Gaozu de Tang, el exgobernador de Taiyuan, se declaró emperador y fundó la dinastía Tang.

### Extensión de la función pública
Un sistema de gobierno apoyado por una gran clase de eruditos confucianos seleccionados a través de los exámenes de la administración pública se perfeccionó bajo la dinastía Tang. Este procedimiento competitivo fue diseñado para atraer a los mejores talentos al gobierno. Pero tal vez una consideración todavía mayor para los gobernantes Tang, conscientes de que la dependencia imperial de poderosas familias y líderes militares aristocráticos tendrían consecuencias desestabilizadoras, fue la creación de un cuerpo de funcionarios de carrera que no tenían una base de poder territorial o funcional autónoma. Al final resultó que, estos funcionarios académicos adquirieron estatus en sus comunidades locales, lazos familiares y valores compartidos que los conectaban con la corte imperial. Desde los tiempos de los Tang hasta los últimos días de la dinastía Qing en 1911, los funcionarios académicos a menudo se encontraban entre el nivel de base y el gobierno. Este modelo de gobierno tuvo influencia en Japón, Corea y Vietnam.

## Historia medieval
A principios del siglo XIII, Gengis Khan unió a las tribus mongoles en guerra contra el Imperio mongol unido en 1206. Los mongoles procederían a conquistar la mayoría del Asia Oriental moderna. Mientras tanto, los chinos se dividieron en cinco estados en competencia. Desde 121, las fuerzas de Mongolia invadieron el norte de China. En 1227, el Imperio mongol destruyó  Xixia y su pueblo Tangut por completo. En 1234 el mongol Ogedei, tercer hijo de Gengis Khan, extinguió la dinastía Jin (1115-1234)
La parte norte de China fue anexada por Mongolia. En 1231, Mongolia comenzó a invadir Corea y rápidamente capturó todo el territorio del Reino de Corea fuera del extremo sur. La familia real de Koryo se retiró al mar fuera de la ciudad de Seúl en la isla Ganghwa. El Reino de Koryo se dividió entre colaboradores y resistencias a los invasores. Sin embargo, en ese momento, el Koryo en la península resistió hasta 1275.

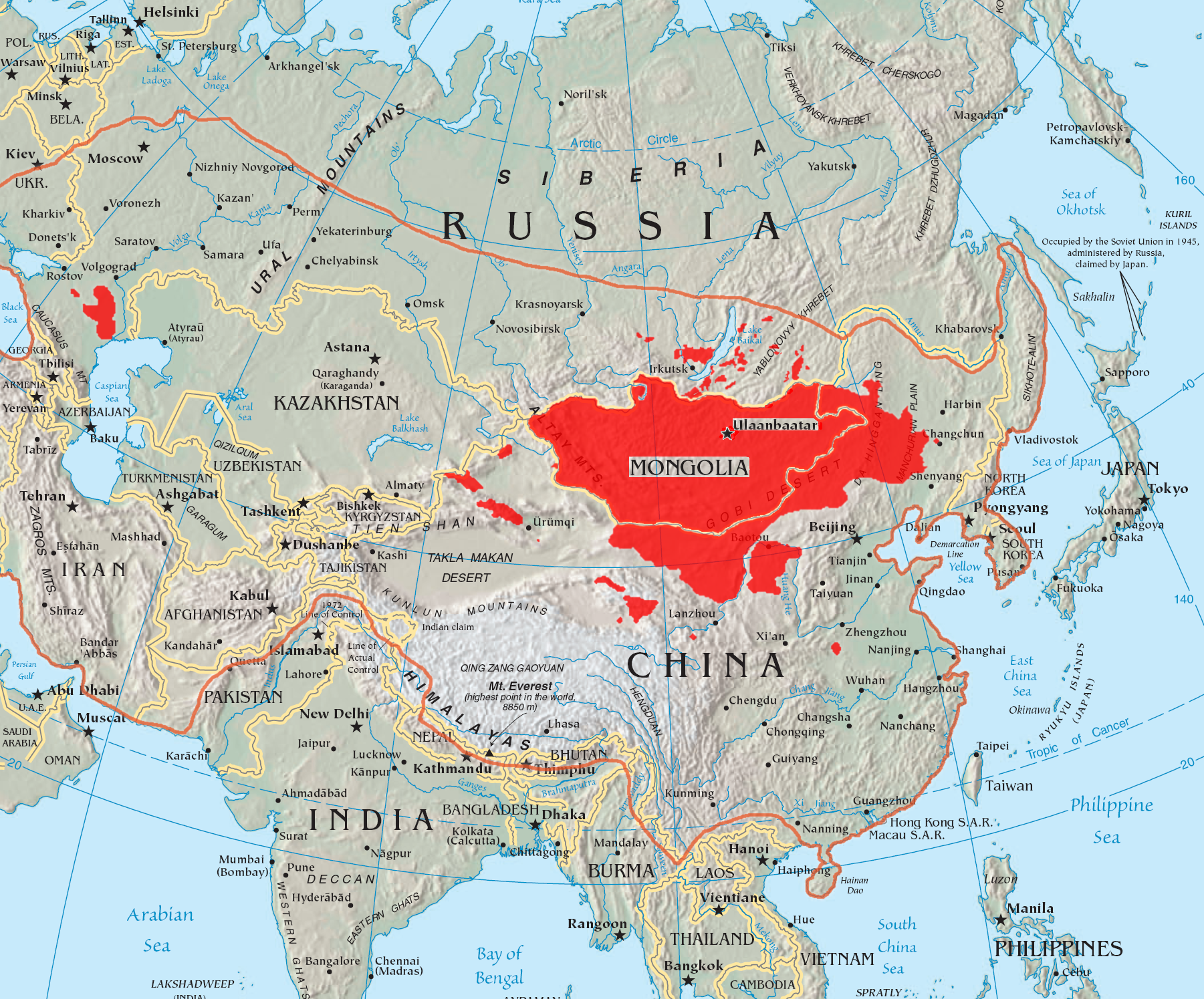
La frontera del imperio mongol del y la ubicación de los mongoles de hoy.

En la década de 1250, los mongoles invadieron el último estado chino restante:Song del Sur. La invasión continuó durante más de treinta años, y probablemente resultó en millones de víctimas. Los últimos remanentes de los Song fueron derrotados en el mar en 1279. China se unificó bajo el dominio extranjero (gobierno mongol). En este momento, la moderna ciudad de Pekín era técnicamente la capital del vasto Imperio mongol, que se extendía hacia el oeste hasta Polonia y Siria. Sin embargo, debido al gran tamaño del Imperio Mongol y la guerra civil dentro del Imperio mongol, el control directo que Pekín tenía sobre las áreas occidentales era débil. En 1271, la dinastía fue nombrada la dinastía Yuan. La administración mongol del emperador Kublai Khan cambió completamente a la zona de los Llanos Centrales y abrazó el confucianismo. En 1275, Koryo se había rendido a la dinastía Yuan como vasallo. Los miembros de la familia real coreana fueron educados para entender la cultura mongol y se casaron con la familia de Kublai Khan.

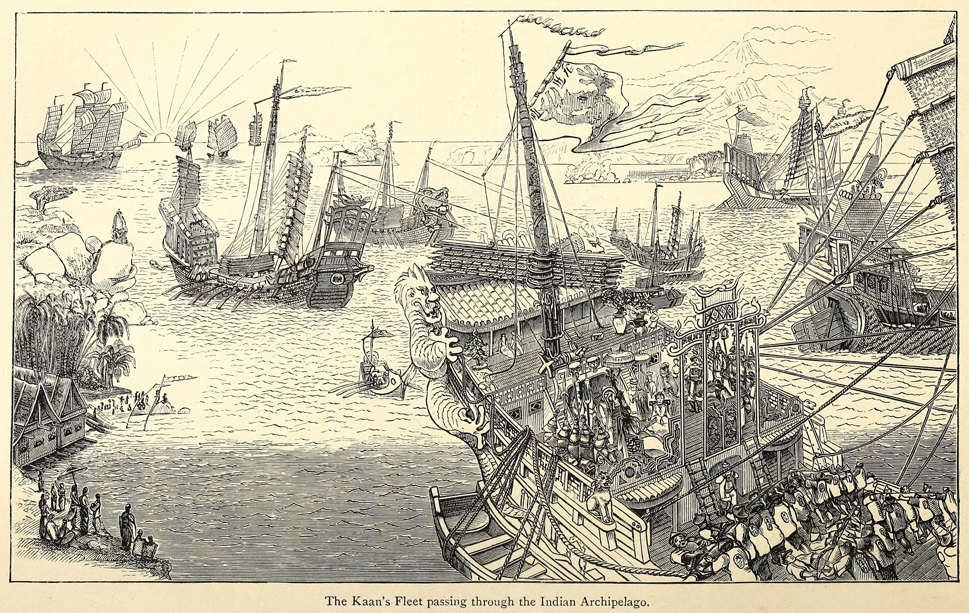
Flota de Kublai Khan.

Japón se vio seriamente amenazado por las fuerzas mongoles del continente de Asia oriental. En 1274, Kublai Khan nombró a Yudu, para reclutar al mariscal Dongdu para comandar a los soldados mongoles, Han Bing y el ejército coreano iniciaron la primera expedición a Japón. Los mongoles invadieron Japón en dos invasiones separadas, las cuales fueron interrumpidas por tifones naturales. Estas dos invasiones ocuparon la ciudad de Kitakyushu antes de ser arrastradas al mar. En ese momento, la flota de la dinastía Yuan era la flota más grande en la historia del mundo..
Con el fin de hacer frente a la movilización nacional del poderoso ejército mongol, la economía y el ejército de Japón se vieron sometidos a una fuerte presión. El régimen militar feudal japonés el shogunato Kamakura tuvo dificultades para compensar a los soldados que habían defendido el país, lo que intensificó la contradicción entre los grupos guerreros domésticos. El sistema de gobierno colapsó en la primera mitad del siglo XIV.

### Ciencia y tecnología

#### Pólvora

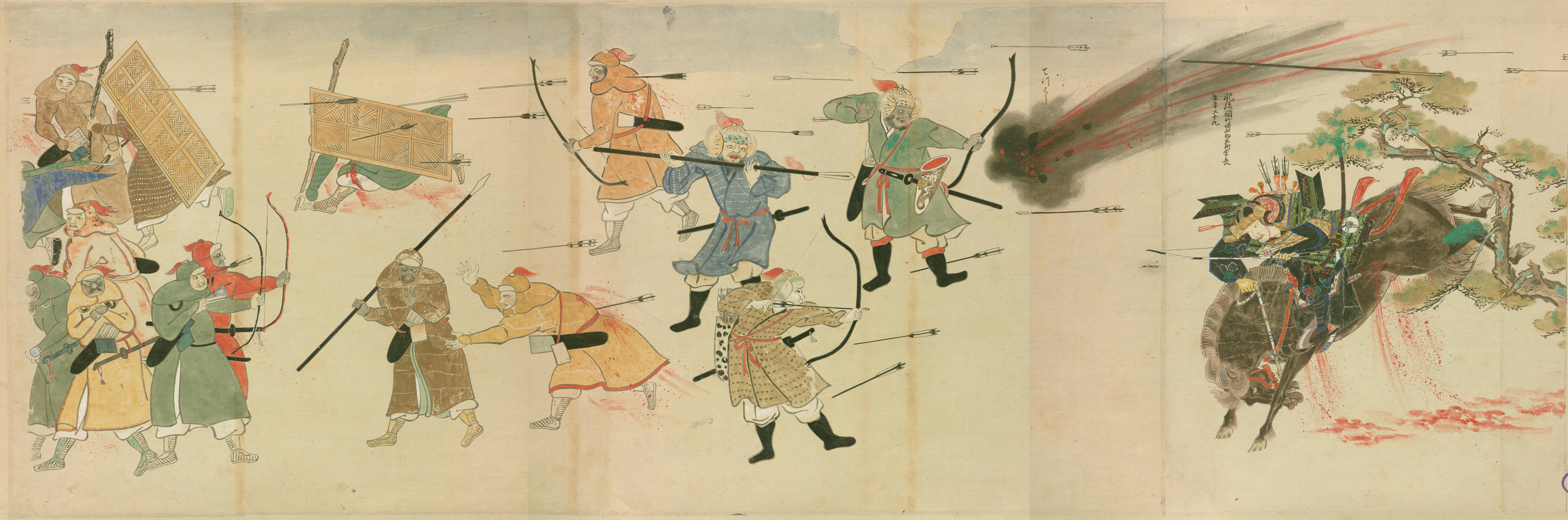
Flechas y explosivos mongoles lanzados contra un samurái japonés durante las invasiones de los mongoles a Japón,1281

La mayoría de las fuentes atribuyen el descubrimiento de la pólvora a los alquimistas chinos en el siglo IX en busca de un elixir de la vida.Bhattacharya reconoce que «la mayoría de las fuentes atribuyen a los chinos el descubrimiento de la pólvora», aunque él mismo no está de acuerdo. El descubrimiento de la pólvora fue probablemente el producto de siglos de experimentación alquímica. El salitre era conocido por los chinos a mediados del siglo I y hay pruebas sólidas del uso de salitre y azufre en varias combinaciones de medicamentos en gran medida. Un texto alquímico chino del 492 señaló que el salitre emitía una llama púrpura cuando se encendía, proporcionando por primera vez un medio práctico y confiable para distinguirlo de otras sales inorgánicas, lo que hace posible evaluar y comparar las técnicas de purificación. Según la mayoría de los relatos, las primeras descripciones árabes y latinas de la purificación del salitre no aparecen hasta el siglo XIII.
La primera referencia a la pólvora es probablemente un pasaje en Zhenyuan miaodao yaolüe, un texto del taoísmo que data provisionalmente de mediados del siglo IX:

Algunos han calentado juntos azufre, realgar y salitre con miel; se producen humo y llamas, de modo que sus manos y rostros se han quemado, e incluso se quemó toda la casa donde estaban trabajando.

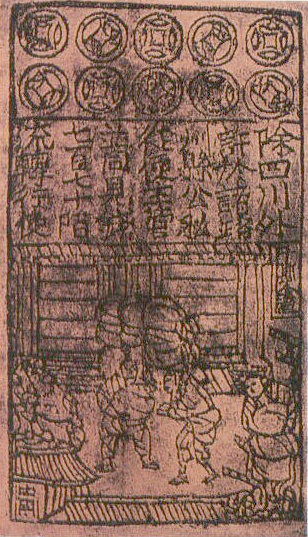
Jiaozi (moneda), dinero impreso en papel del de la dinastía Song.

Las recetas más tempranas de la pólvora se pueden encontrar en el tratado militar chino Wujing zongyao del año 1044,  que contiene tres: dos para uso en bombas incendiarias lanzadas por arma de asedio y una destinada como combustible para bombas de humo venenoso. Las fórmulas en el rango de Wujing zongyao van de 27 a 50 por ciento de nitrato.
Experimentar con diferentes niveles de contenido de salitre al final produjo bombas, granadas y minas terrestres, además de dar a las flechas de fuego una nueva oportunidad de vida. A finales del siglo XII, había granadas de hierro fundido llenas de formulaciones de pólvora capaces de estallar a través de sus contenedores metálicos. En el tratado militar Huolongjing  del siglo XIV contiene recetas de pólvora con niveles de nitrato que van del 12 al 91 por ciento, seis de los cuales se acercan a la composición teórica para la fuerza explosiva máxima.
China, en el siglo XIII vio los comienzos de la cohetería, y la fabricación de la pistola más antigua que todavía existe, un descendiente de la lanza anterior, un lanzallamas alimentado con pólvora que pudo disparar metralla junto con fuego. El texto de Huolongjing del siglo XIV también describe balas de cañón que explotan huecas o llenas de pólvora.
En el siglo XIII, la documentación contemporánea muestra que la pólvora comenzó a extenderse desde China por los mongoles al resto del mundo, comenzando por Europa, y el mundo islámico. Los árabes adquirieron conocimiento de salitre —que llamaron «nieve china» (en árabe: ثلج الصين thalj al-ṣīn)— alrededor de 1240 y, poco después, de la pólvora; también aprendieron de fuegos artificiales («flores chinas») y cohetes («flechas chinas»). Los persas llamaron al salitre «sal china» o «sal de marismas chinas» (persa: نمک شوره چيني). El historiador Ahmad Y. al-Hassan sostiene, en contra de la idea general, que la tecnología china pasó por la alquimia árabe y la química antes del siglo XIII. La pólvora llegó a la India a mediados del siglo XIV, pero los mongoles pudieron haberla introducido tal vez a mediados del siglo XIII.

### Imprenta
El primer sistema conocido de tipo móvil fue inventado en China alrededor del año 1040 por Bi Sheng (990-1051). El tipo de Bi Sheng estaba hecho de arcilla cocida, tal como lo describió el erudito chino Shen Kuo (1031-1095). La primera máquina de impresión de tipo móvil de metal del mundo se inventó en el reino de Koryo (actual Corea) en 1234, 210 años antes de que Johannes Gutenberg inventara una máquina similar en Alemania. Jikji es el libro de impresión de metal móvil más antiguo del mundo. Fue publicado en el templo de Heungdeok en 1377, 78 años antes de la Biblia de 42 líneas de Gutenberg impresa durante los años 1452-1455.

## Principio de la Historia Moderna

### Período Edo en Japón

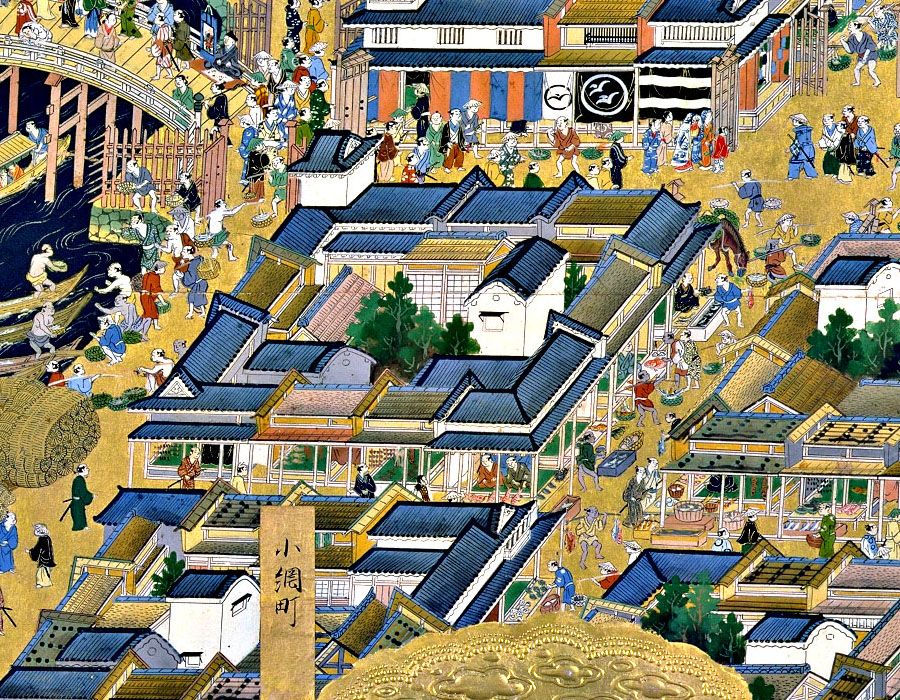
Castillo Edo, en una pintura del.

En 1603, el shogunato Tokugawa (dictadura militar) marcó el comienzo de un largo período de aislamiento de la influencia extranjera con el fin de asegurar su poder. Durante 250 años, esta política permitió a Japón disfrutar de la estabilidad y el florecimiento de su cultura indígena. La sociedad japonesa moderna primitiva tenía una estructura social elaborada, en la que todos conocían su lugar y nivel de prestigio. En la cima estaban el emperador y la nobleza de la corte, invencibles en prestigio pero débiles en el poder. Luego vinieron los "bushi" de shōgun, daimio y capas de señores feudales cuyo rango fue indicado por su cercanía al Tokugawa.  El daimio comprendía alrededor de 250 señores locales de dominios Han con una producción anual de 50,000 o más cantidad de koku de arroz. Los estratos superiores fueron muy dados a rituales elaborados y costosos, entre los que se incluían la arquitectura, jardines paisajísticos o el teatro nō.

### Tres culturas
Tres tradiciones culturales distintas existieron durante la era Tokugawa, teniendo poco que ver entre sí. En los pueblos los campesinos tenían sus propios rituales y tradiciones localistas. En la alta sociedad de la corte imperial, daimio y samurái, la influencia cultural china era primordial, especialmente en las áreas de ética e ideales políticos. El neoconfucianismo se convirtió en la filosofía aprobada y se enseñó en escuelas oficiales; las normas confucianas sobre el deber personal y el honor familiar se implantaron profundamente en el pensamiento de la élite. Igualmente omnipresente fue la influencia china en la pintura, las artes decorativas y la historia, la economía y las ciencias naturales. Una excepción fue en la religión, donde hubo un renacimiento del sintoísmo, que se había originado en Japón. Motoori Norinaga (1730–1801) liberó al sintoísmo de siglos de acrecimientos budistas y le dio un nuevo énfasis al mito de la ascendencia divina imperial, que más tarde se convirtió en una herramienta política para la conquista imperialista hasta que fue destruida en 1945. El tercer nivel cultural era el popular. El arte de los artesanos, comerciantes y artistas de bajo estatus, especialmente en Edo y otras ciudades. Giraba en torno a ukiyo, el mundo flotante de los barrios de recreo y teatros de la ciudad que oficialmente estaba fuera del alcance de los samurái. Sus actores y cortesanas fueron los sujetos favoritos de las impresiones en color en bloques de madera que alcanzaron altos niveles de logros técnicos y artísticos en el siglo XVIII. También aparecieron en novelas y cuentos de escritores de prosa popular de la época como Ihara Saikaku (1642-1693).

### Crecimiento de Edo/Tokio
Edo (Tokio) había sido un pequeño asentamiento durante 400 años, pero comenzó a crecer rápidamente después de 1603 cuando Tokugawa Ieyasu construyó una ciudad fortificada como centro administrativo del nuevo shogunato Tokugawa. Edo, se parecía a las capitales de Europa con funciones militares, políticas y económicas. El sistema político de Tokugawa se basaba en controles feudales y burocráticos, de modo que Edo carecía de una administración unitaria. El orden social urbano típico estaba compuesto por samuráis, obreros y sirvientes no calificados, artesanos y empresarios. Los artesanos y empresarios se organizaron en gremios oficialmente sancionados; su número creció rápidamente a medida que Tokio crecía y se convertía en un centro comercial nacional. Los hombres de negocios fueron excluidos de la oficina del gobierno, y en respuesta crearon su propia subcultura de entretenimiento, convirtiendo a Edo en un centro cultural, político y económico. Con la Restauración Meiji, las funciones políticas, económicas y culturales de Tokio simplemente continuaron como la nueva capital del Japón imperial.

## Colonialismo occidental 1750-1900

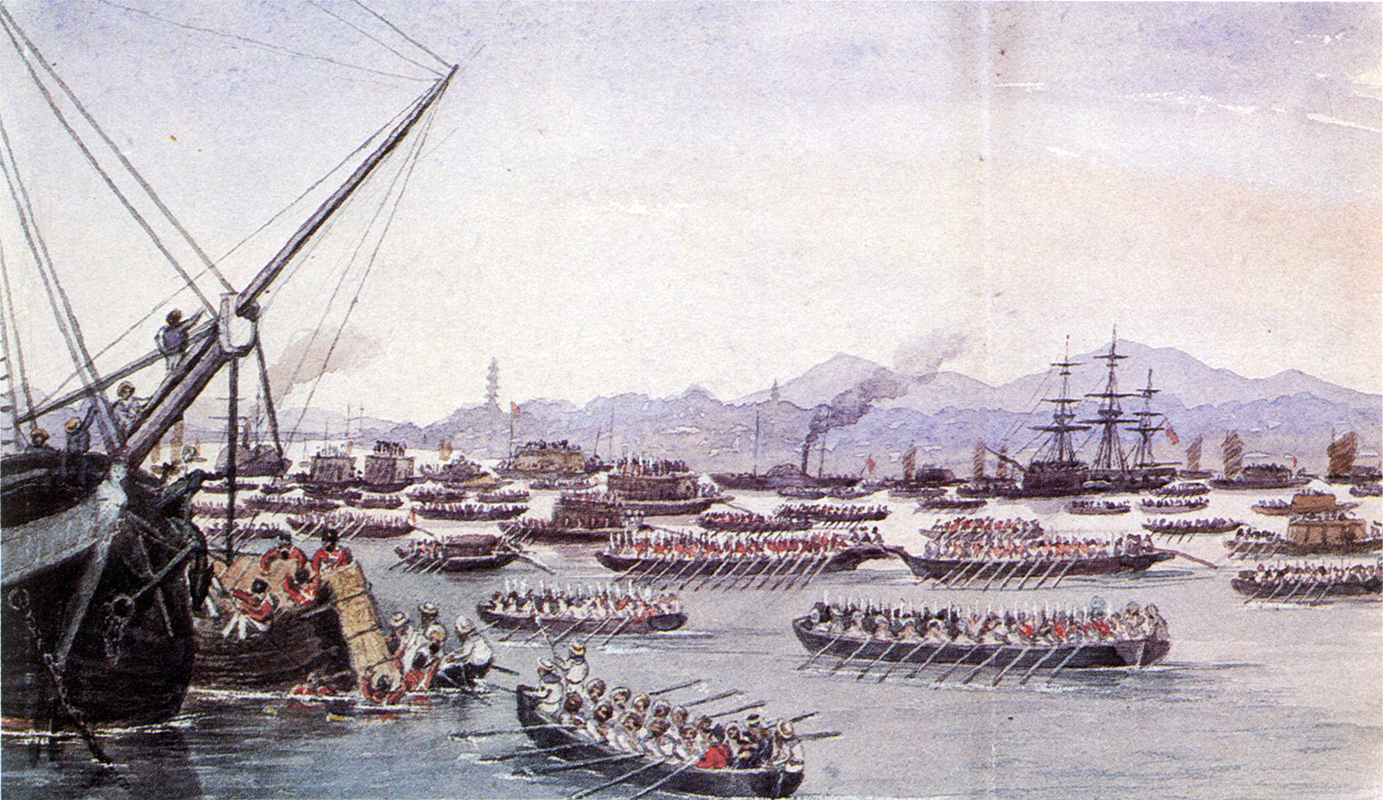
Asalto británico a Cantón durante la primera guerra del Opio, mayo de 1841.

### La era Meiji
Tras el Tratado de Kanagawa con los Estados Unidos de América en 1854, Japón abrió sus puertos y comenzó a modernizarse e industrializarse intensamente. La Restauración Meiji de 1868 terminó el período Tokugawa y puso a Japón en un curso de gobierno moderno centralizado en el nombre del emperador. A fines del siglo XIX y principios del siglo XX, Japón se convirtió en una potencia regional que pudo derrotar a los militares de China y Rusia. Ocupaba Corea, Formosa (Taiwán) y el sur de la isla de Sajalín.

## sigloXX

### Guerra del Pacífico

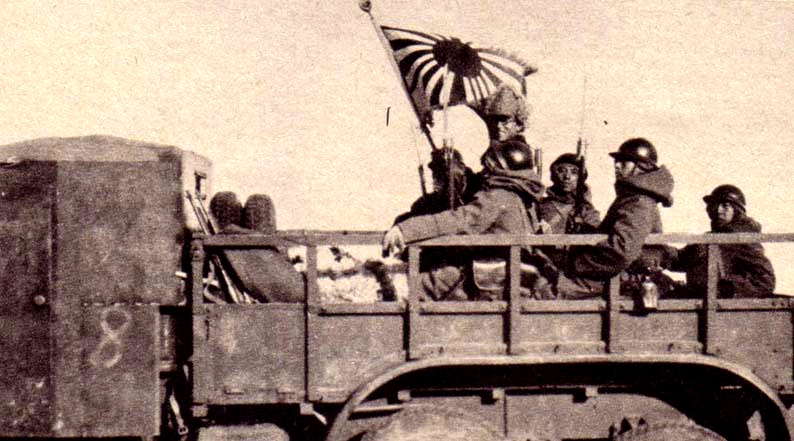
Tropas japonesas en Manchuria (1932).

En 1931, Japón ocupó Manchuria  después del Incidente de Manchuria, y en 1937 lanzó una invasión a gran escala de China. Estados Unidos emprendió una ayuda militar y económica a gran escala a China y exigió la retirada japonesa. En lugar de retirarse, Japón invadió Indochina francesa en 1940–1941. En respuesta, Estados Unidos, Gran Bretaña y los Países Bajos cortaron las importaciones de petróleo en 1941, que representó más del 90% del suministro de petróleo de Japón. Las negociaciones con los Estados Unidos no llevaron a ninguna parte. Japón atacó a las fuerzas estadounidenses en el ataque a Pearl Harbor en diciembre de 1941, lo que provocó la entrada de Estados Unidos en la Segunda Guerra Mundial. Japón se expandió rápidamente en el mar y la tierra, capturando Singapur y Filipinas a principios de 1942, y amenazando a India y Australia.
Aunque iba a ser una guerra larga y sangrienta, Japón comenzó a perder la iniciativa en 1942. En la batalla del Mar de Coral, una ofensiva japonesa fue rechazada, por primera vez, en el mar. En junio la batalla de Midway costó a Japón cuatro de sus seis grandes portaaviones y destruyó su capacidad para futuras ofensivas importantes. En la Campaña de Guadalcanal, Estados Unidos recuperó terreno de Japón.

### Ocupación estadounidense de Japón
Después de su derrota en la Segunda Guerra Mundial, Japón fue ocupado por los Estados Unidos. Hasta 1951, y se recuperó de los efectos de la guerra para convertirse en una potencia económica, un firme aliado estadounidense y una democracia liberal. Mientras que al emperador Hirohito se le permitió conservar su trono como símbolo de la unidad nacional, el poder real descansa en redes de políticos poderosos, burócratas y ejecutivos de negocios.

### Posguerra
El crecimiento japonés en el período de posguerra fue a menudo llamado un «milagro». Fue liderado por la fabricación; comenzando con textiles y prendas de vestir y pasando a la alta tecnología, especialmente automóviles, electrónica y computadoras. La economía experimentó una desaceleración importante a partir de la década de 1990, luego de tres décadas de crecimiento sin precedentes, pero Japón sigue siendo una gran potencia económica mundial.

### Decadencia de la religión
Históricamente, las culturas y los países fuertemente influenciados por el confucianismo incluyen China continental, Hong Kong, Macao, Japón y Taiwán, así como varios territorios asentados predominantemente por los chinos, como Singapur. En el siglo XX, la influencia del confucianismo se redujo en gran medida. Esta decadencia se produjo en parte debido al aumento del comunismo en gran parte del este de Asia, la Revolución Cultural China persiguió a las religiones tradicionales chinas con gran intensidad. En Japón, la presencia de un orden liberal y el consumismo condujeron a un declive voluntario de las creencias religiosas. A finales del siglo XX, hubo conversaciones sobre un «renacimiento confuciano» en la comunidad académica. En toda la región, las instituciones culturales de las religiones han permanecido, incluso cuando la creencia real ha disminuido.

## Mapas

Mapas seleccionados de la historia de Asia Oriental
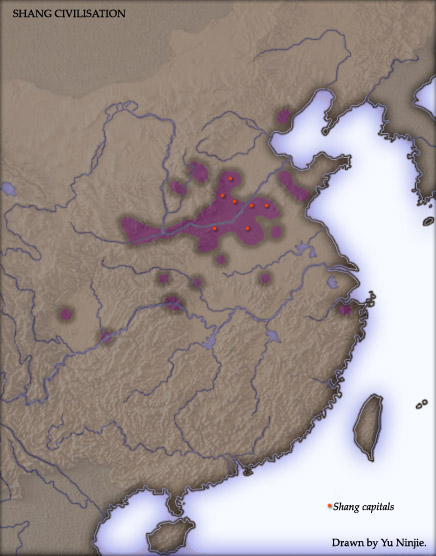
Extensión de la Edad de Bronce de China, Dinastía Shang, siglo X a. C.
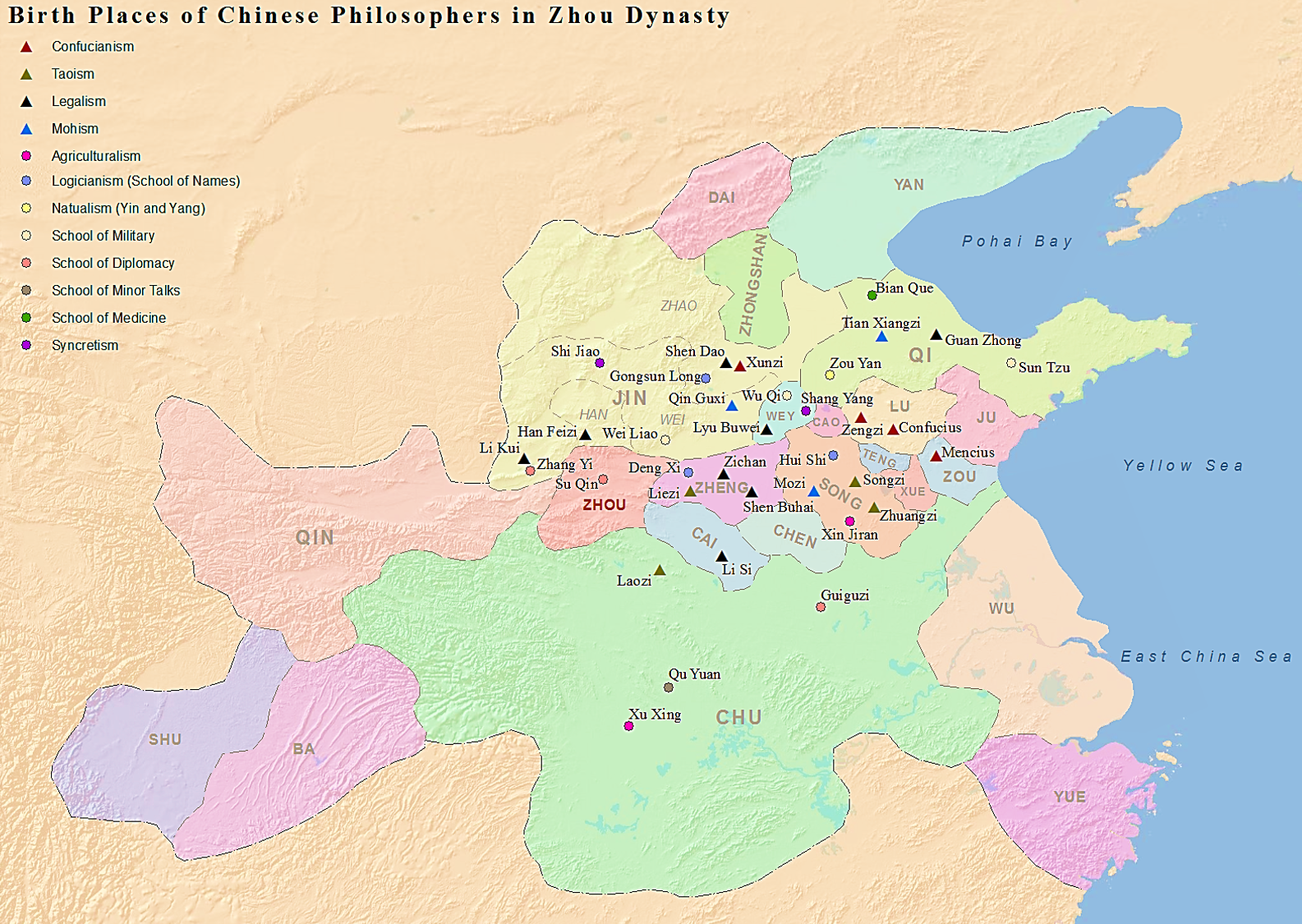
Lugares de nacimiento de filósofos chinos, entre ellos Confucio y Lao Tse, Período de los Estados Combatientes.
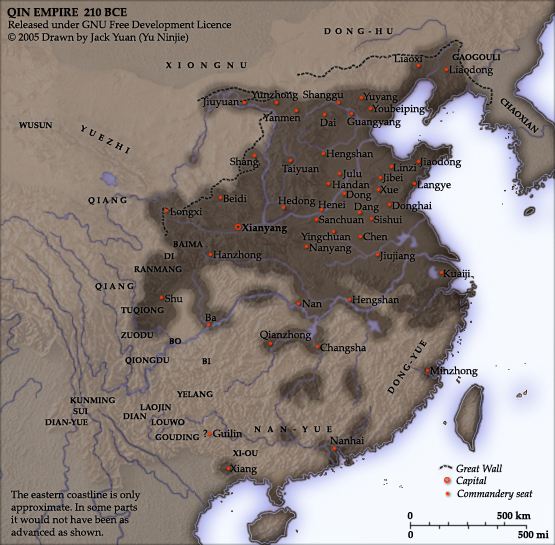
Imperio de Qin, 210 a. C., unificación china.
Difusión del budismo desde Nepal hacia el este de Asia.
Asia Oriental desde el 698 hasta principios del siglo VIII.
Asia Oriental desde el 960 hasta principios del siglo X.
División de China, año 1142 .
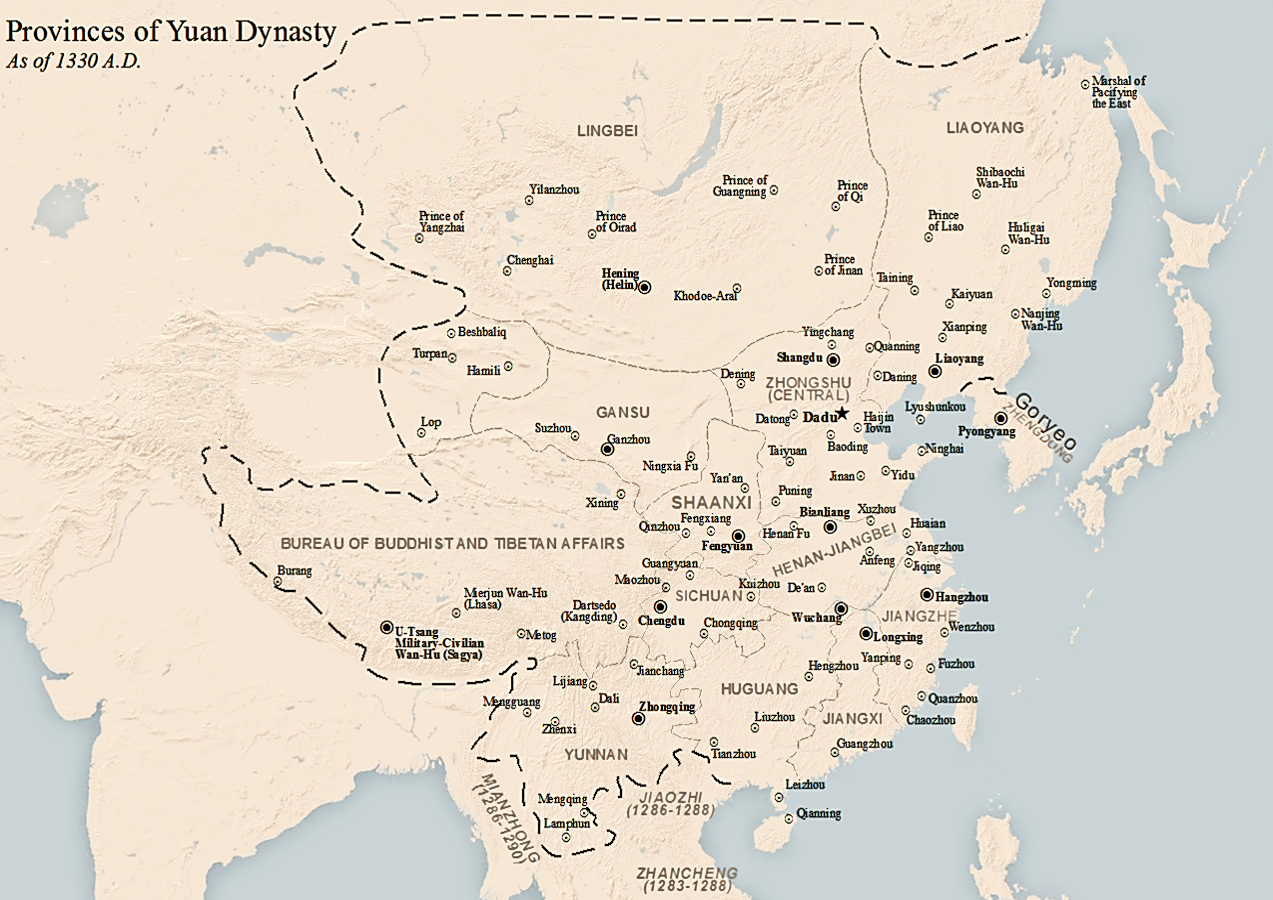
El mapa administrativo de los mongoles que gobernó la dinastía Yuan en control de la China moderna y Corea.
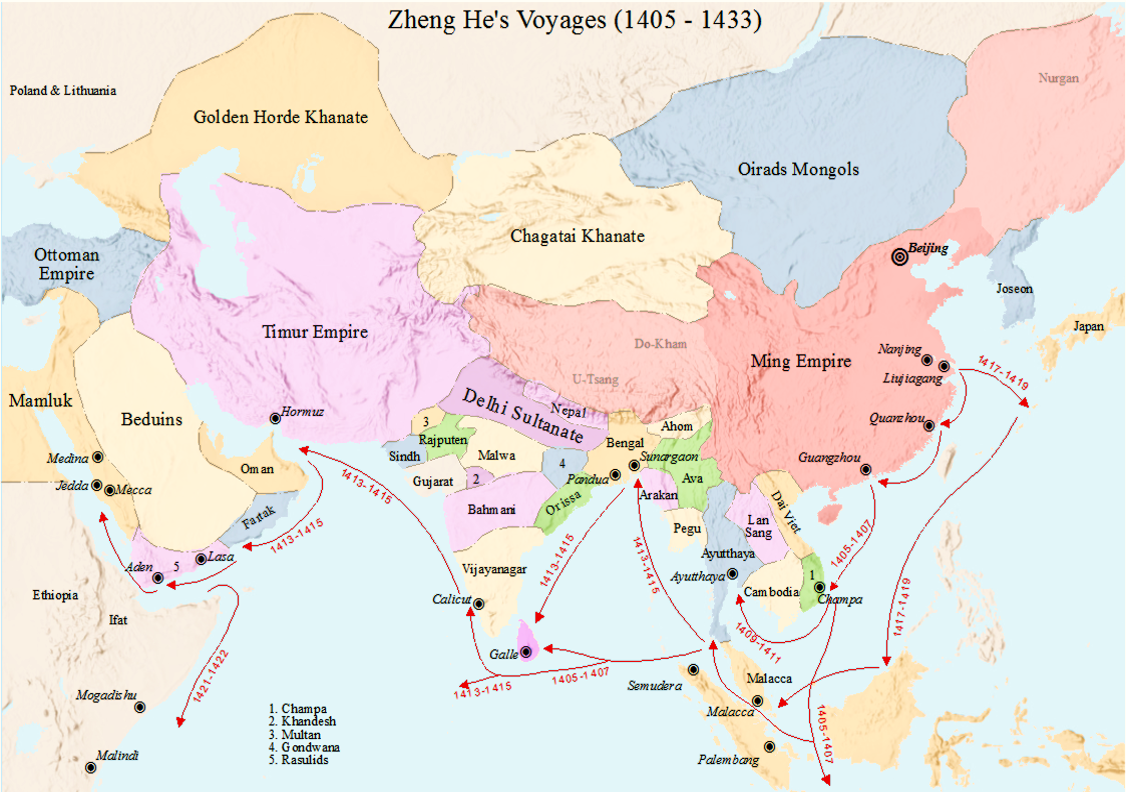
Los viajes del famoso explorador Zheng He y la situación política de su tiempo.
Extensión máxima del territorio del Imperio Qing en 1820.
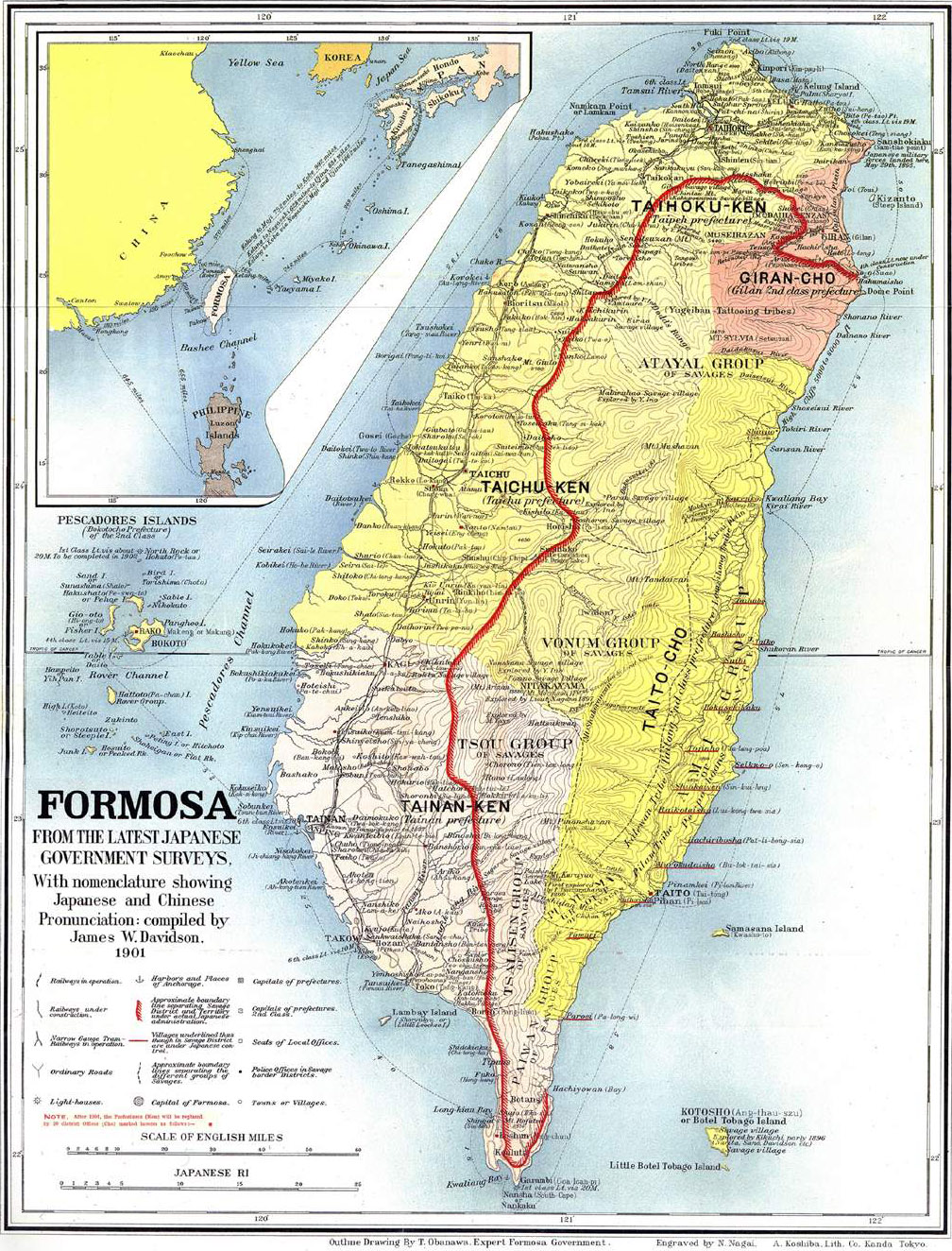
Colonización japonesa de Taiwán, 1901, la línea roja representa una línea de control directo japonés
El imperio del Gran Japón y sus conquistas de la guerra en China, 1939.
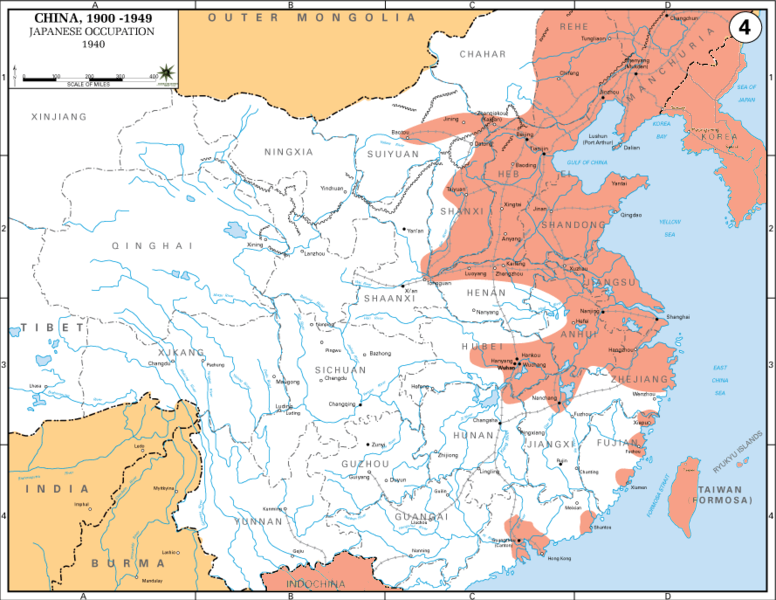
Ocupación japonesa de China y resistencia, 1944.
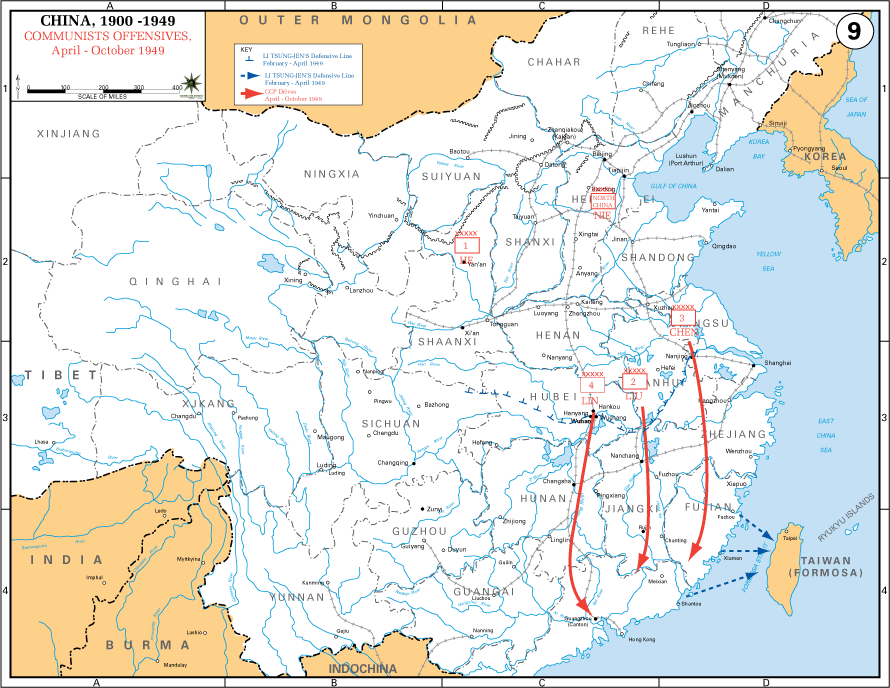
Etapas finales de la guerra civil de China, 1949. Los nacionalistas evacúan a Taiwán
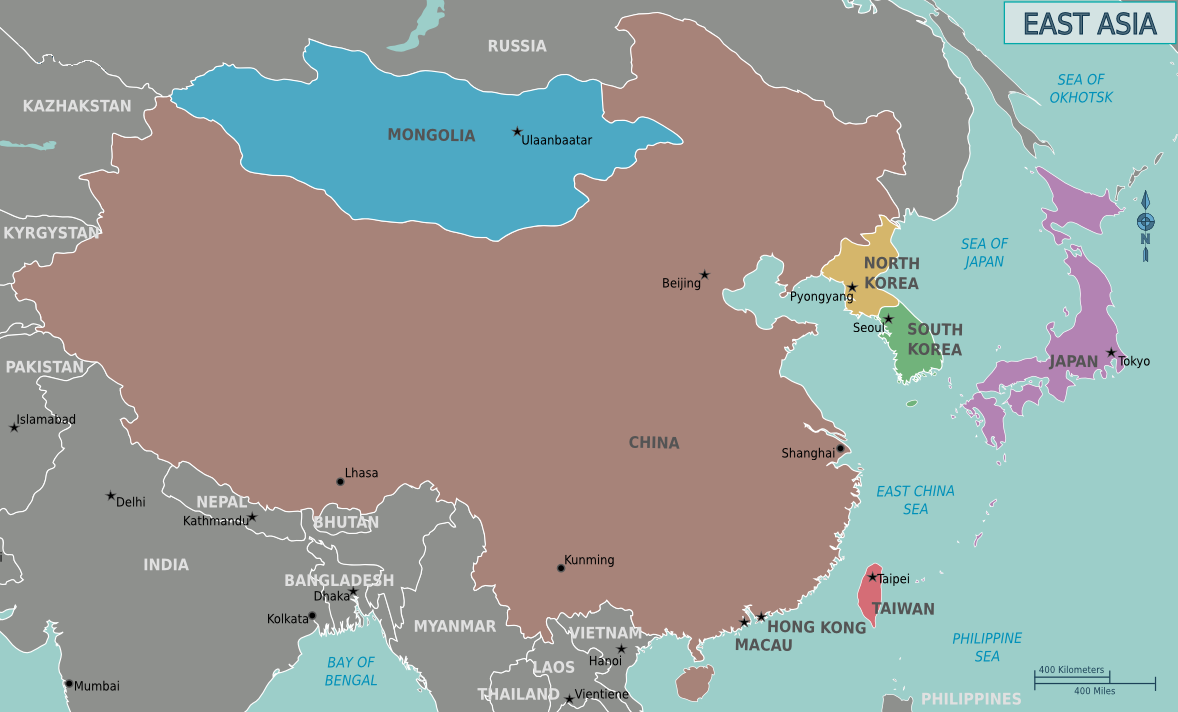
Moderna Asia Oriental.
Los primeros reinos de Corea.
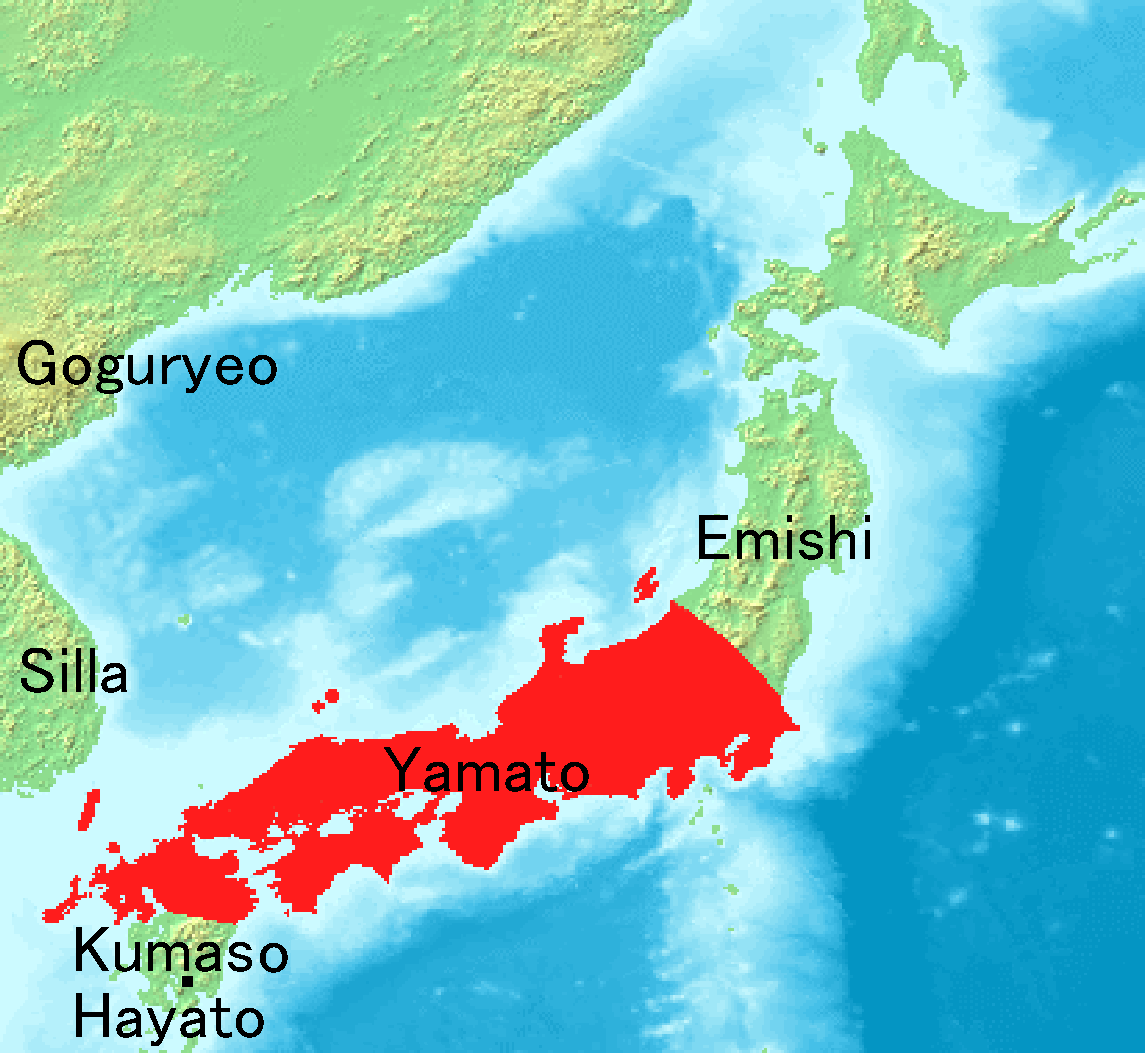
Japón temprano durante el período de Korfun.
Principales estados feudales durante el período Sengoku.
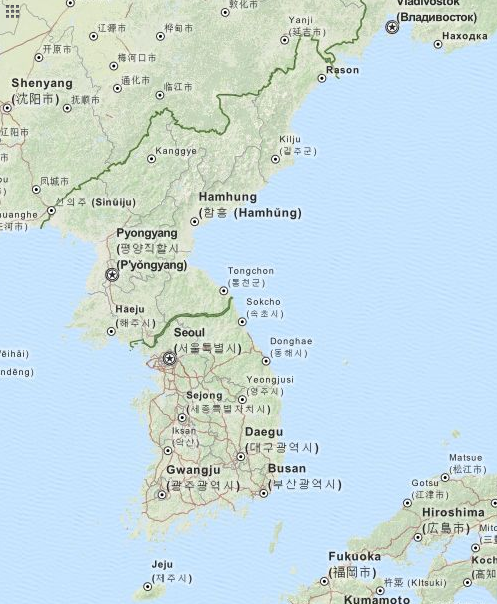
División moderna de Corea, entre el norte y el sur.

### Revistas académicas
- Bulletin of the National Museum of Japanese History, en japonés
- Central Asian Survey
- Journal of Japanese Studies
- Korean Studies (journal)
- Late Imperial China (journal)
- Monumenta Nipponica, Japanese studies (en inglés)
- Social Science Japan Journal
- T'oung Pao: International Journal of Chinese Studies